# Californiulus euphanus
Californiulus euphanus är en mångfotingart som först beskrevs av Chamberlin 1938.  Californiulus euphanus ingår i släktet Californiulus och familjen Paeromopodidae. Inga underarter finns listade i Catalogue of Life.